# Ваганаць
44°39′ пн. ш. 15°16′ сх. д. / 44.65° пн. ш. 15.26° сх. д.
Ваганаць (хорв. Vaganac) — населений пункт у Хорватії, у Лицько-Сенській жупанії у складі міста Госпич.

## Населення
Населення за даними перепису 2011 року становило 30 осіб.
Динаміка чисельності населення поселення:

## Клімат
Середня річна температура становить 8,63 °C, середня максимальна – 22,30 °C, а середня мінімальна – -6,97 °C. Середня річна кількість опадів – 1250 мм.
| Клімат поселення                              | Клімат поселення | Клімат поселення | Клімат поселення | Клімат поселення | Клімат поселення | Клімат поселення | Клімат поселення | Клімат поселення | Клімат поселення | Клімат поселення | Клімат поселення | Клімат поселення | Клімат поселення |
| Показник                                      | Січ.             | Лют.             | Бер.             | Квіт.            | Трав.            | Черв.            | Лип.             | Серп.            | Вер.             | Жовт.            | Лист.            | Груд.            |                  |
| Середній максимум, °C                         | 5,79             | 7,16             | 10,28            | 14,26            | 18,84            | 22,23            | 22,30            | 21,98            | 17,93            | 13,70            | 8,42             | 4,80             |                  |
| Середня температура, °C                       | −0,6             | 0,79             | 3,92             | 7,88             | 12,47            | 15,85            | 17,98            | 17,68            | 13,63            | 9,40             | 4,10             | 0,49             |                  |
| Середній мінімум, °C                          | −6,97            | −5,58            | −2,45            | 1,50             | 6,09             | 9,48             | 13,67            | 13,37            | 9,31             | 5,08             | −0,21            | −3,82            |                  |
| Норма опадів, мм                              | 94               | 92               | 91               | 99               | 89               | 89               | 56               | 77               | 126              | 144              | 163              | 130              |                  |
| Середньомісячна швидкість вітру, м/с          | 2.42             | 2.54             | 2.76             | 2.65             | 2.43             | 2.24             | 2.20             | 2.11             | 2.22             | 2.38             | 2.66             | 2.66             |                  |
| Середньомісячна сонячна радіація, кДж/м²·день | 4515             | 7232             | 10674            | 15192            | 19341            | 21128            | 23096            | 19784            | 14614            | 9331             | 4872             | 3767             |                  |
| --------------------------------------------- | ---------------- | ---------------- | ---------------- | ---------------- | ---------------- | ---------------- | ---------------- | ---------------- | ---------------- | ---------------- | ---------------- | ---------------- | ---------------- |
| Джерело:                                      |                  |                  |                  |                  |                  |                  |                  |                  |                  |                  |                  |                  |                  |